# Los guerreros del sol
Los guerreros del sol es un largometraje de ciencia ficción dirigido en 1986 por Alan Johnson y protagonizado por Jason Patric, Jami Gertz, James Le Gros, Charles Durning, Richard Jordan (actor) y Lukas Haas. Además de ser producida por el cómico Mel Brooks, fue la segunda y última película dirigida por Johnson, más centrado en su trabajo de coreógrafo. Cuenta también con la participación del actor y cantante Terrence Mann, uno de los protagonistas de las cuatro películas de la saga Critters.

## Argumento
La acción transcurre en un futuro en el que apenas queda agua en la Tierra. Un grupo de niños y adolescentes viven en un orfanato dirigido por una dictadura y el único momento en que se evaden de la realidad es cuando salen a patinar durante la noche. Uno de ellos encuentra una extraña esfera de origen extraterrestre capaz de desatar un gran poder por lo que deciden escapar del orfanato a través del desierto en busca de un lugar donde poder vivir en paz.

## Reparto
| Actor           | Personaje   | Notas                        |
| --------------- | ----------- | ---------------------------- |
| Richard Jordan  | Grock       |                              |
| Jami Gertz      | Terra       |                              |
| Jason Patric    | Jason       |                              |
| Lukas Haas      | Daniel      |                              |
| James Le Gros   | Metron      |                              |
| Claude Brooks   | Rabbit      |                              |
| Peter DeLuise   | Tug         |                              |
| Peter Kowanko   | Gavial      | Acreditado como Pete Kowanko |
| Adrian Pasdar   | Darstar     |                              |
| Sarah Douglas   | Shandray    |                              |
| Charles Durning | The Warden  |                              |
| Frank Converse  | Greentree   |                              |
| Terrence Mann   | Ivor        |                              |
| Alexei Sayle    | Malice      |                              |
| Bruce Payne     | Dogger      |                              |
| Willoughby Gray | Canis       |                              |
| Kelly Bishop    | Tutor Nover |                              |
| Sam Hamann      | Técnico     |                              |
| Vin Burnham     | Vendor      |                              |
| Carlin Andersen | Prostituta  |                              |

## Localizaciones
La película se rodó íntegramente en España, concretamente en la provincia de Almería. Las escenas del orfanato se rodaron en las minas de Rodalquilar, mientras que el resto del rodaje tuvo lugar en el Desierto de Tabernas, donde aún se conserva uno de los vehículos futuristas en el interior del parque temático Fort Bravo. Las escenas de la pista de patinaje, la cueva donde encuentran la bola luminosa y el refugio de los Solarbabies, se rodó en la zona de las canteras de yeso de San Martín de la Vega, Madrid. Para las escenas finales se usó la Central Hidroeléctrica José María de Oriol en Alcántara.

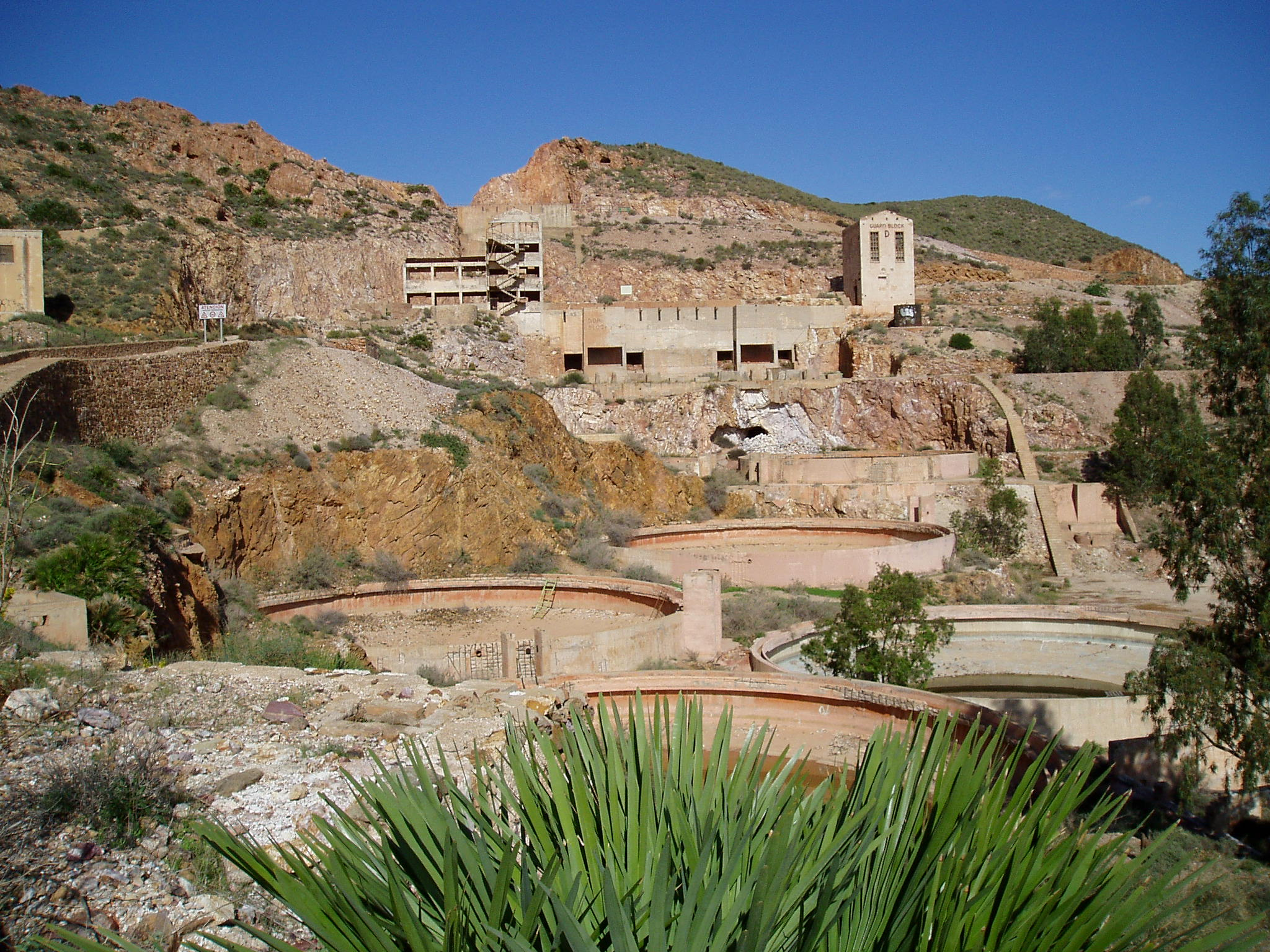
Las escenas del orfanato fueron rodadas en la Planta Denver de las minas de Rodalquilar.